# Larkin Kerwin
 (janvier 2020).
Si vous disposez d'ouvrages ou d'articles de référence ou si vous connaissez des sites web de qualité traitant du thème abordé ici, merci de compléter l'article en donnant les références utiles à sa vérifiabilité et en les liant à la section « Notes et références ».
Larkin Kerwin est un scientifique canadien né à Québec le 22 juin 1924 et décédé le 1er mai 2004.

## Biographie
De 1954 à 1955 il est le président de l'Association canadienne des physiciens et physiciennes. De 1972 à 1977, il est recteur de l'université Laval.  De 1977 à 1980 il est vice-président du CRSNG et ensuite nommé président du CNRC.  En 1989 il devient le premier président de l'Agence spatiale canadienne. On lui doit le mot Canadarm. En 1989 il est le président de l'Académie canadienne du génie.
Il est le premier recteur laïc de l'Université Laval, ses prédécesseurs ayant tous appartenu au clergé catholique.

## Honneurs
- 1951 - Prix Athanase-David
- 1964 - Prix Léo-Pariseau
- 1969 - Médaille de l'ACP pour contributions exceptionnelles de carrière à la physique
- 1976 - Membre de la Société royale du Canada
- 1978 - Médaille Gloire de l'Escolle
- 1978 - Officier de l'Ordre du Canada
- 1980 -  Compagnon de l'Ordre du Canada
- 1982 - Médaille d'or du Conseil canadien des ingénieurs
- 1983 - Prix Jacques-Rousseau
- 1988 - Officier de l'Ordre national du Québec
- 1995 - Membre de l'Académie des Grands Québécois
- Officier de la Légion d'honneur en France.

## Hommages
- Une plaque "Ici vécut de la ville de Québec est présente au 1324 rue De Repentigny, en son honneur, pour indiquer son ancien lieu de résidence.